# Lesachtal
Lesachtal is een gemeente in de Oostenrijkse deelstaat Karinthië, gelegen in het district Hermagor HE. De gemeente heeft ongeveer 1600 inwoners.

## Geografie
Lesachtal heeft een oppervlakte van 190,69 km². Het ligt in het uiterste zuiden van het land.

## Geschiedenis
Het Lesachtal werd in 600 n.C. bewoond door Slavische bevolking. Het was een van de eerste Karinthische valleien die werd "gegermaniseerd".
Het Landgericht Lesach werd aan Burg Pittersberg overgedragen in 1380. Het behoorde toe aan de Graven van Gorizia en, na hun uitsterven, aan de Landsvorsten en uiteindelijk, samen met Goldenstein, aan het Graafschap Ortenburg.
Met de oprichting van de gemeenten (Ortsgemeinden) in 1850, werden de drie gemeenten Luggau, St. Lorenzen en Liesing opgericht. De plaatsen (Katastralgemeinden) Kornach en Strajach fuseerden met de gemeente Mauthen, maar kregen in 1882 zelfstandige status als de gemeente Unterlesach. Tien jaar later werden ook de plaatsen Birnbaum en St. Jakob onafhankelijke gemeenten.
Als gevolg van de Karinthische gemeentehervormingen in 1973, fuseerde de oostelijke gemeente St. Jakob met Kötschach-Mauthen, terwijl de vier westerse gemeenten fuseerden in de huidige gemeente Lesachtal.
Tijdens de Eerste Wereldoorlog liep de frontlijn tussen Oostenrijk-Hongarije en Italië over de kam van de Karinthische Alpen. Vele oude stellingen en versterkingen getuigen nog steeds van de Bergoorlog 1915-1918).
|  |  |  |
|  |  |  |
|  |  |  |

Hermagor-Pressegger See · Kirchbach · Kötschach-Mauthen · Dellach im Gailtal · Gitschtal · Lesachtal · Sankt Stefan im Gailtal
- Gemeinsame Normdatei: 4997598-5
- Virtual International Authority File: 239486901